# Кьяра Цорци
Клара Зорци (? — 1455) — регентша Афинского герцогства в 1451—1454 годах.
Клара была дочерью Никколо III Цорци, маркиза Бодоницы. Современники писали о её изумительной красоте.
Около 1440 года она стала женой афинского герцога Нерио II, и родила ему сына Франческо. После смерти супруга в 1451 году Клара отправила послов к султану, и путём переговоров и больших денежных затрат стала регентшей при малолетнем сыне-герцоге. Вскоре она познакомилась со знатным венецианцем, Бартоломео Контарини, и страстно полюбила его. Она предложила Контарини быть её мужем и герцогом, и тот немедленно согласился, хотя был женат. Чтобы расчистить дорогу к алтарю, он отправился в Венецию, где жила его жена, дочь известного сенатора, и отравил её. По возвращении, в 1453 году Клара и Контарини обвенчались, и Клара стала править страной совместно с супругом.
Знать и граждане Афин не любили Клару и её надменного мужа, и подозревали, что Контарини, стремясь к власти, может убить маленького герцога Франческо I, как убил свою жену. Афиняне обратились к турецкому султану Мехмеду II с просьбой взять опеку над Франческо и защитить его от хищной родни. В 1454 году султан приказал Франческо и Бартоломео явиться к своему двору в Адрианополь. Здесь он объявил, что оставляет Франческо I при себе, в Клару и её мужа лишил прав регентства. Афинский престол он передал кузену герцога, Франческо II, сыну Антонио II и Марии Зорци.
Новый герцог подозревал бывшую регентшу в том, что она непременно захочет вернуть себе власть, и решил избавиться он неё. Клара была заключена в тюрьму в Мегарах, и вскоре убита по его приказу.